# Riich G6
Riich G6 — полноразмерный автомобиль, производящийся в Китае компанией Chery Automobile с 2010 по 2013 год (внутреннее обозначение B12).

## Описание

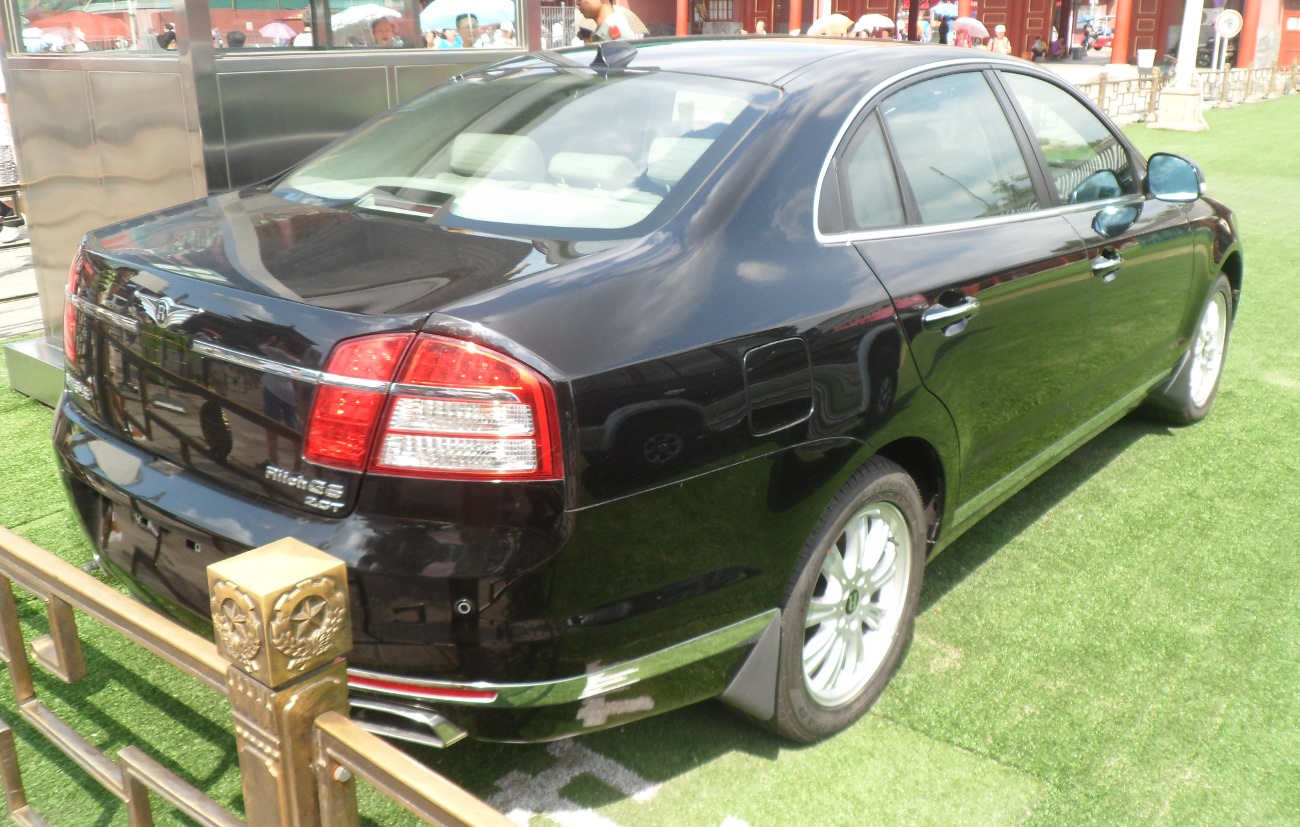
Вид сзади

Как и Riich G5, G6 разрабатывался итальянской компанией Gruppo Bertone. За всю историю производства автомобиль оснащался 2,0-литровым двигателем SQR484B с турбонаддувом мощностью 125 кВт (168 л. с.) при 5500 об/мин и крутящим моментом 235 Н⋅м при 1900 об/мин. 

## Riich G6 Paramount
Riich G6 Paramount являлся лимузином на базе Riich G6. Впервые автомобиль был представлен в 2011 году на автосалоне в Шанхае. Его длина составляет 7200 мм. Вместимость автомобиля 7 человек. Модель оснащалась 2,0-литровым двигателем с турбонаддувом мощностью 158 л. с.